# Турун сліпий угорський
Турун сліпий угорський (Duvalius hungaricus) — вид жуків родини турунових (Carabidae).

## Поширення
Вид поширений у карстовому регіоні Аггтелек на півночі Угорщини та на Словацькому плато і Списько-Гемерських рудних горах в Словаччині. Мешкає у печерах та серед скель.

## Опис
Дрібний жук, завдовжки від 3,8 до 5,6 мм, світло-червонувато-коричневого кольору. Очі дрібні, але добре помітні.

## Спосіб життя
Активний хижак. Живиться колемболами та личинками комах.

## Підвиди
Таксон включає чотири підвиди:
- Duvalius hungaricus brzotinensis Janák 1987
- Duvalius hungaricus hungaricus (Csiki 1903)
- Duvalius hungaricus slovacus Hurka & Pulpan 1980
- Duvalius hungaricus sziliczensis (Csiki 1912)